# Mont Idoukal-n-Taghès
El Mont Idoukal-n-Taghès, també anomenat Mont Bagzane i Mont Bagzan, és la muntanya més alta del Níger amb una altitud de 2.022 msnm. Es troba a la zona sud de les muntanyes Aïr, a l'extrem nord de l’altiplà de Bagzane. La localitat i centre de peregrinació d'Abatol es troba als seus peus. Degut a la seva altitud aquesta muntanya acull diverses espècies vegetals tropicals i saharianes-mediterrànies no registrades en cap altra indret del país.
Fonts oficials nigerianes i internacionals van creure fins al 2001 que el Mont Gréboun, situat més al nord, era el cim més alt del Níger. Aquell any, nous mesuraments van situar la seva altura real en 1.944 metres, enlloc dels 2.310 metres que se li atorgaven fins al moment. El Gréboun presenta un relleu més abrupte i destaca sobre el desert del qual emergeix, mentre el mont Idoukal-n-Taghès destaca poc en trobar-se en un massís amb una altitud mitjana superior als 1600 metres.
Per honorar el punt més alt del Níger, l'avió oficial del President del Níger es diu Mont Bagzane.